# Kapa Haka

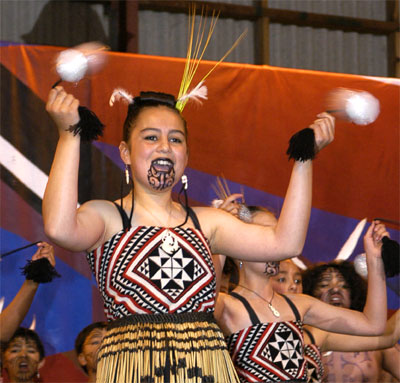
Frau in einer Kapa-Haka-Gruppe mit Poi

Der Begriff Kapa Haka bezeichnet die Aufführung der Lieder und Tänze der neuseeländischen Māori beziehungsweise eine Gruppe, die an solchen Aufführungen teilnimmt. In der maorischen Sprache steht das Wort „kapa“ für „Reihe“, und „haka“ ist in diesem Zusammenhang ein allgemeiner Begriff für „Tanz“.
Der moderne Kapa Haka enthält viele Aspekte der prä-europäischen Musik und Tänze, zum Beispiel Haka und Mōteatea, aber hat auch westliche Musikstile und neue Entwicklungen wie das Bewegungslied aufgenommen.
Kapa Haka hat eine große Bedeutung in der maorischen Kultur. Kapa-Haka-Aufführungen spielen eine wichtige Rolle bei vielen gesellschaftlichen und offiziellen Anlässen wie Begrüßungen, Verabschiedungen, Hochzeiten, Sportspielen und Festtagen. Wegen seiner Popularität ist Kapa Haka auch zu einem wichtigen Instrument für die Beibehaltung der maorischen Kultur und Sprache geworden.

## Kernelemente des Kapa Hakas

### Wiri
Das Zittern der Hände, das während des gesamten Tanzes fortgeführt wird, außer wenn  die Faust geballt ist oder die Finger einen anderen Körperteil berühren.

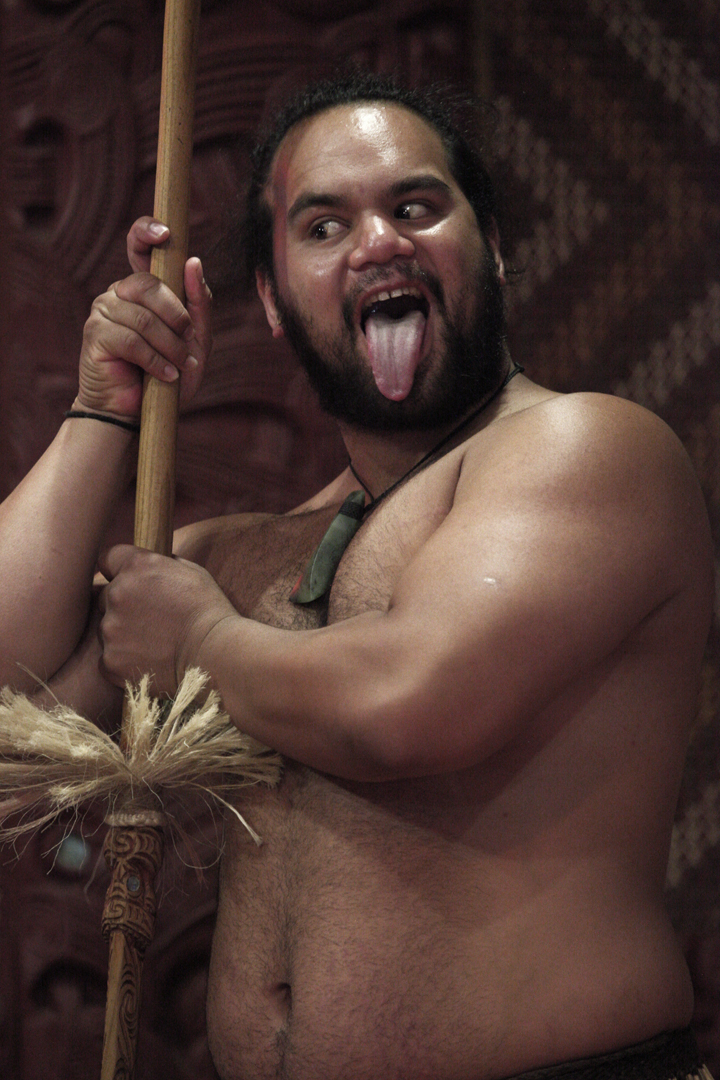
Pūkana und whētero

Wiri ist eine Darstellung des Luftflimmerns an warmen Tagen, die traditionell als te haka a Tānerore (der Tanz von Tānerore) bekannt ist. Nach mündlicher Überlieferung ist die flimmernde Luft der Ursprung aller Tänze in der maorischen Kultur.

### Takahi
Das rhythmische Stampfen der Füßen im Takt der Musik.
Takahi unterscheidet sich je nach örtlichen Gepflogenheiten. Bei der am häufigsten verwendeten Variante hebt man den rechten Fuß vom Boden komplett ab, und wenn dieser wieder auf dem Boden landet, wird das linke Knie leicht gebeugt.

### Pūkana
Das Aufreißen der Augen. Oft von dem Hinauf- oder Hinunterrollen der Augäpfel begleitet, sodass nur der weiße Teil des Auges sichtbar ist. Bei Frauen werden auch die Mundwinkel oft nach unten und der Kiefer nach vorne gezogen.
Pūkana gilt sowohl für Männer als auch für Frauen und dient dazu, bestimmte Wörter oder Ausdrücke zu betonen. Beim Haka spielt Pūkana eine besonders wichtige Rolle.

### Whētero
Das Herausstrecken der Zunge.
Whētero gilt ausschließlich für Männer und wird am häufigsten während eines Hakas verwendet.

### Pōtētē
Das Schließen der Augen zu bestimmten Zeitpunkten während des Liedes.
Pōtētē gilt nur für Frauen und wird in der Regel direkt von Pūkana abgelöst.

## Musik- und Tanzstile
Kapa Haka besteht aus einer Vielzahl verschiedener Musik- und Tanzstile. Bei Wettbewerben werden die folgenden Disziplinen aufgeführt:

### Whakaeke (Einmarsch)
Unter Wettbewerbsbedingungen muss der erste Teil einer Kapa-Haka-Aufführung ein choreografischer Einmarsch auf die Bühne sein. Dies stellt die Gruppe vor, verknüpft die Gruppe mit  ihrer Herkunftsregion und enthält üblicherweise eine Anerkennung der Gastgeber. Kommentare zu gesellschaftlichen Problemen oder Erinnerungen an verstorbene Individuen sind ebenfalls beliebte Themen. Whakaeke kann eine Kombination aller Kapa-Haka-Disziplinen aufweisen und enthalten normalerweise sowohl Haka als auch Chorgesang.

### Mōteatea (traditioneller Gesang)
Diese Disziplin kann auch als waiata tawhito bezeichnet werden. Mōteatea ist ein präkolonialer Stil des Gesanges, der auf der maorischen Tonleiter basiert, und somit ohne musikalische Begleitung  und Harmonien gesungen wird. Der Gesang wird von spontanen Bewegungen begleitet.

### Poi
Tänzer schwingen Poi, weiche Bälle, die am Ende einer Schnur hängen. Musikalisch wird der Tanz üblicherweise von einem Gitarrenspieler und Harmoniegesang begleitet sowie von Perkussion, die entsteht, wenn die Poi mit verschiedenen Körperteilen des Tänzers in Berührung kommen. Es gibt Poi in zwei verschiedenen Größen: Kurze Poi, bei denen die Schnur den Abstand zwischen den Fingerspitzen und dem Handgelenk entspricht; und lange Poi, bei denen die Schnur dem Abstand zwischen den Fingerspitzen und der Schulter entspricht. Beide Größen kann man entweder allein oder zu zweit verwenden. Bei Wettbewerben wird Poi als eine weibliche Disziplin bewertet, jedoch sind Männer außerhalb des Wettbewerbes von dem Poi nicht ausgeschlossen.

### Waiata-ā-ringa (Bewegungslied)
Waiata-ā-ringa wurden erst Anfang des 20. Jahrhunderts von Apirana Ngata und anderen maorischen Führungspersönlichkeiten entwickelt, die  eine Revitalisierung der maorischen Kultur besonders bei den Jugendlichen anstrebten. Somit wurden die Texte, die sich auf Themen wie Tradition, Abschied, Begrüßung und Liebe konzentrierten, mit beliebten westlichen Melodien verbunden. Die Lieder wurden während des Ersten Weltkrieges popularisiert, als sie bei Benefizkonzerten aufgeführt wurden und haben inzwischen einen festen Platz in der modernen Kapa-Haka-Aufführung eingenommen.

Die Bewegungen werden von allen Tänzern gemeinsam aufgeführt und ergänzen die Musik und Bedeutung des Liedtextes. Waiata-ā-ringa nehmen reiche Harmonien in Anspruch und können a cappella gesungen werden, sind aber meistens auf Gitarrenbegleitung angewiesen.

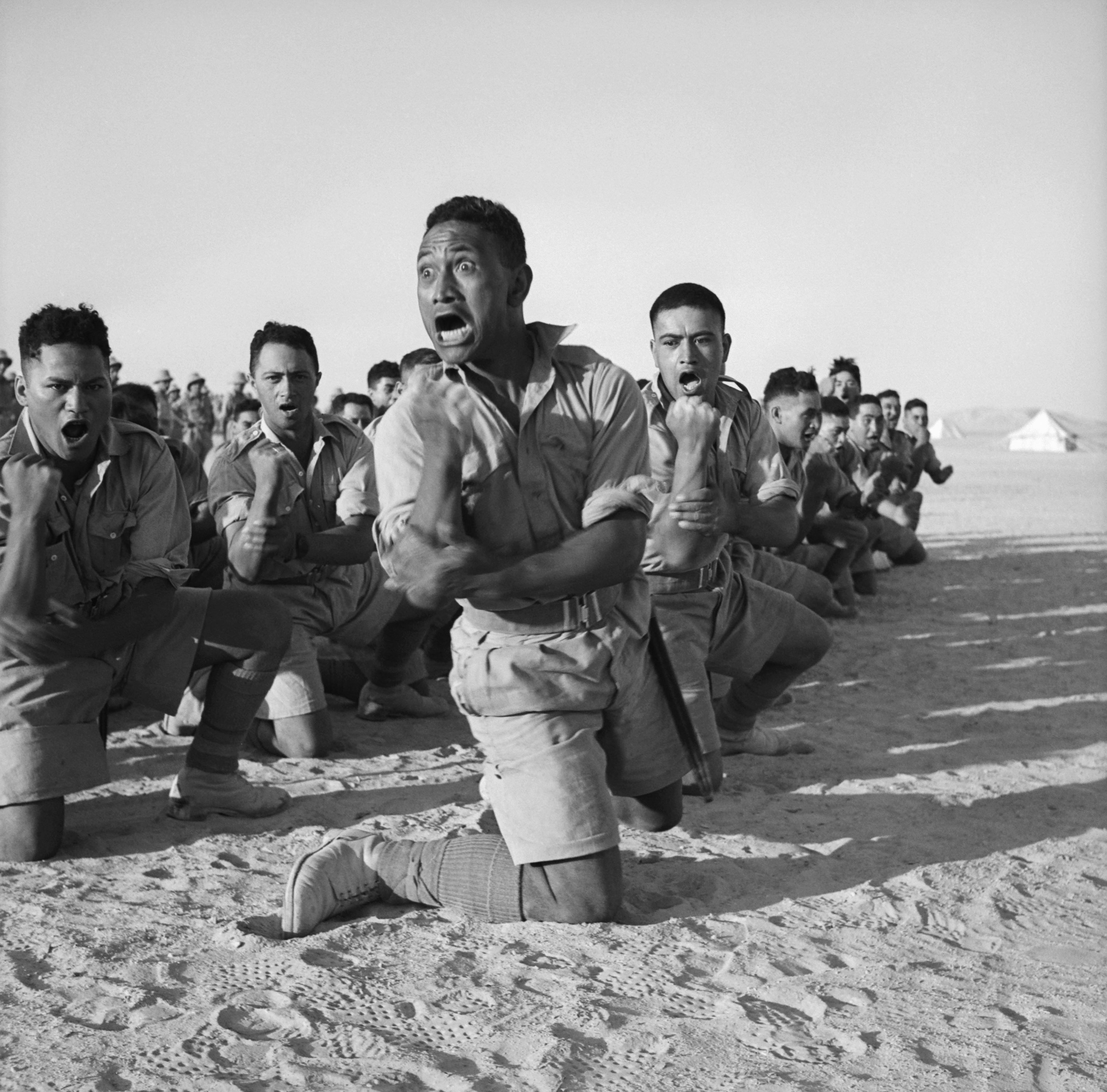
Haka Taparahi, 1941 im ägyptischen Sand

### Haka
Der Haka, vielleicht der bekannteste der maorischen Tänze, besteht aus kraftvollen Bewegungen, die durch die häufige Verwendung von Pūkana und Whētero betont werden. Traditionell waren die Bewegungen spontan, aber moderne Haka-Aufführungen sind üblicherweise choreografisch und die Bewegungen synchronisiert.
Es gibt mehrere Arten des Hakas einschließlich der mit Waffen aufgeführten „Whakatū Waewae“ und „Haka Peruperu“ und des am häufigsten aufgeführten „Haka Taparahi“. Bei Wettbewerben beschränkt sich die weibliche Rolle während des Hakas auf den unterstützenden Gesang im Hintergrund, jedoch spielen die Frauen außerhalb des Wettbewerbs oft eine aktive Rolle.

### Whakawātea (Auszug)
Zum Abschluss der Aufführung muss die Gruppe mit einem choreografischen Auszug die Bühne verlassen. Diese Disziplin ist ähnlich wie Whakaeke, aber wird verwendet, um die Gruppe von dem Publikum zu verabschieden oder auf einen abschließenden Punkt hinzuweisen.

### Waiata Tira (Chorgesang)
Der Chorgesang ist bei Wettbewerben fakultativ und dient normalerweise als Aufwärmlied. Der körperliche Aspekt dieser Lieder beschränkt sich auf Wiri und Takahi.

## Wichtige Wettbewerbe

### Te Matatini o te Rā
Der Höhepunkt des Kapa Hakas ist die Landesmeisterschaft, „Te Matatini o te Rā“. Der alle zwei Jahre stattfindende Wettbewerb wurde 1972 unter dem Namen „The Polynesian Festival“ (das polynesische Festival) gegründet. In den ersten Jahren gab es zwischen 13 und 15 teilnehmende Gruppen, aber diese Zahl ist seitdem bis auf 41 Gruppen im Jahre 2013 gestiegen. Die Gruppen qualifizieren sich für einen Platz an Te Matatini durch ihre Aufführungen an regionalen Wettbewerben, die in verschiedenen Städten in Neuseeland und Australien veranstaltet werden. Das Festival dauert drei bis vier Tage und findet jedes Mal in einem anderen Stammesgebiet statt.
Der Wettbewerb unterliegt einer festen Struktur. Die Gruppen müssen sich an zeitliche Begrenzungen halten. Werden diese überschritten, werden Punkte abgezogen. Neben dem Gesamtpreis und Preisen für jede Disziplin, werden Preise auch in den folgenden Kategorien verteilt: kākahu (Kleidung), kaitātaki wahine (Anführerin der Frauen), kaitātaki tāne (Anführer der Männer), titonga waiata hou (beste originelle Komposition) und te kairangi o te reo (besondere Leistung in der maorischen Sprache).

### Primar- und Sekundarschulen
Diese jährlichen Wettbewerbe laufen auf ähnliche Weise wie Te Matatini mit sowohl regionalen als auch nationalen Veranstaltungen. Die Leistungsniveau der Sekundarschulen ist sehr hoch, und manche Schüler nehmen auch an Te Matatini teil.